# Yeimily Mojica
Yeimily Mojica (Toa Baja, 28 marzo 1990) è una pallavolista portoricana.
Gioca nel ruolo di palleggiatrice nelle Capitalinas de San Juan.

## Carriera
La carriera di Yeimily Mojica inizia nel 2007 con le Llaneras de Toa Baja, con le quali gioca quattro stagioni e mezza, vincendo la Liga Superior portoricana nel 2009, battendo in finale le Pinkin de Corozal capitanate dalla sorella Vilmarie. A metà della stagione 2012 passa alle Gigantes de Carolina.
La stagione 2013 viene ingaggiata dalle Valencianas de Juncos, ma a metà stagione passa alle Vaqueras de Bayamón; nel campionato successivo, invece, gioca per le Indias de Mayagüez. Dopo un'annata di inattività, ritorna in campo nella stagione 2016 con le Capitalinas de San Juan.

## Vita privata
È la sorella minore della pallavolista Vilmarie Mojica, anch'essa palleggiatrice, nonché capitano della nazionale portoricana.

## Palmarès

### Club
- Campionato portoricano: 1

2009

### Premi individuali
- 2007 - Liga Superior portoricana: Miglior esordiente